# Jiantian (sockenhuvudort i Kina, Jiangxi Sheng, lat 26,27, long 115,02)
Jiantian är en sockenhuvudort i Kina. Den ligger i provinsen Jiangxi, i den sydöstra delen av landet, omkring 280 kilometer söder om provinshuvudstaden Nanchang. Antalet invånare är 13 631. Befolkningen består av 6 603 kvinnor och 7 028 män. Barn under 15 år utgör 23,0 %, vuxna 15-64 år 67 %, och äldre över 65 år 9,0 %.
Runt Jiantian är det ganska tätbefolkat, med 155 invånare per kvadratkilometer. Närmaste större samhälle är Tiancun, 17,2 km sydost om Jiantian. I omgivningarna runt Jiantian växer i huvudsak blandskog.
Genomsnittlig årsnederbörd är 1 925 millimeter. Den regnigaste månaden är maj, med i genomsnitt 327 mm nederbörd, och den torraste är oktober, med 21 mm nederbörd.